# Sjantobe
Sjantobe (kazakiska: Shangtöbe, ryska: Шантобе) är en ort i Kazakstan.   Den ligger i oblystet Aqmola, i den centrala delen av landet, 260 km nordväst om huvudstaden Astana. Sjantobe ligger 385 meter över havet och antalet invånare är 5 626.
Terrängen runt Sjantobe är platt. Runt Sjantobe är det mycket glesbefolkat, med 5 invånare per kvadratkilometer. Det finns inga andra samhällen i närheten. Trakten runt Sjantobe består till största delen av jordbruksmark.